# Њу Кент (Вирџинија)
Њу Кент (енгл. New Kent) насељено је место без административног статуса у америчкој савезној држави Вирџинија.

## Демографија
По попису из 2010. године број становника је 239.
| Група             | 2000.    | 2010.       |
| Белци             | 0 (0,0%) | 197 (82,4%) |
| Афроамериканци    | 0 (0,0%) | 24 (10,0%)  |
| Азијати           | 0 (0,0%) | 1 (0,4%)    |
| Хиспаноамериканци | 0 (0,0%) | 6 (2,5%)    |
| Укупно            | 0        | 239         |